# Yabra Ibrahím Yabra
Yabra Ibrahím Yabra (árabe: جبرا ابراهيم جبرا, Belén, 1919 - Bagdad, 1994) fue un novelista, poeta, crítico literario, pintor y traductor palestino establecido en Irak desde 1948 tras la formación del estado de Israel. 
Nacido en el seno de una familia ortodoxa siriana, estudió en Jerusalén y más tarde en la Cambridge University y Harvard, en su obra destacan sus traducciones de libros de clásicos de La Fontaine o de la literatura inglesa como Samuel Beckett, Oscar Wilde, William Shakespeare.